# Dichelachne crinita
Dichelachne crinita är en gräsart som först beskrevs av Carl von Linné d.y., och fick sitt nu gällande namn av Joseph Dalton Hooker. Dichelachne crinita ingår i släktet Dichelachne och familjen gräs. Inga underarter finns listade i Catalogue of Life.

## Bildgalleri

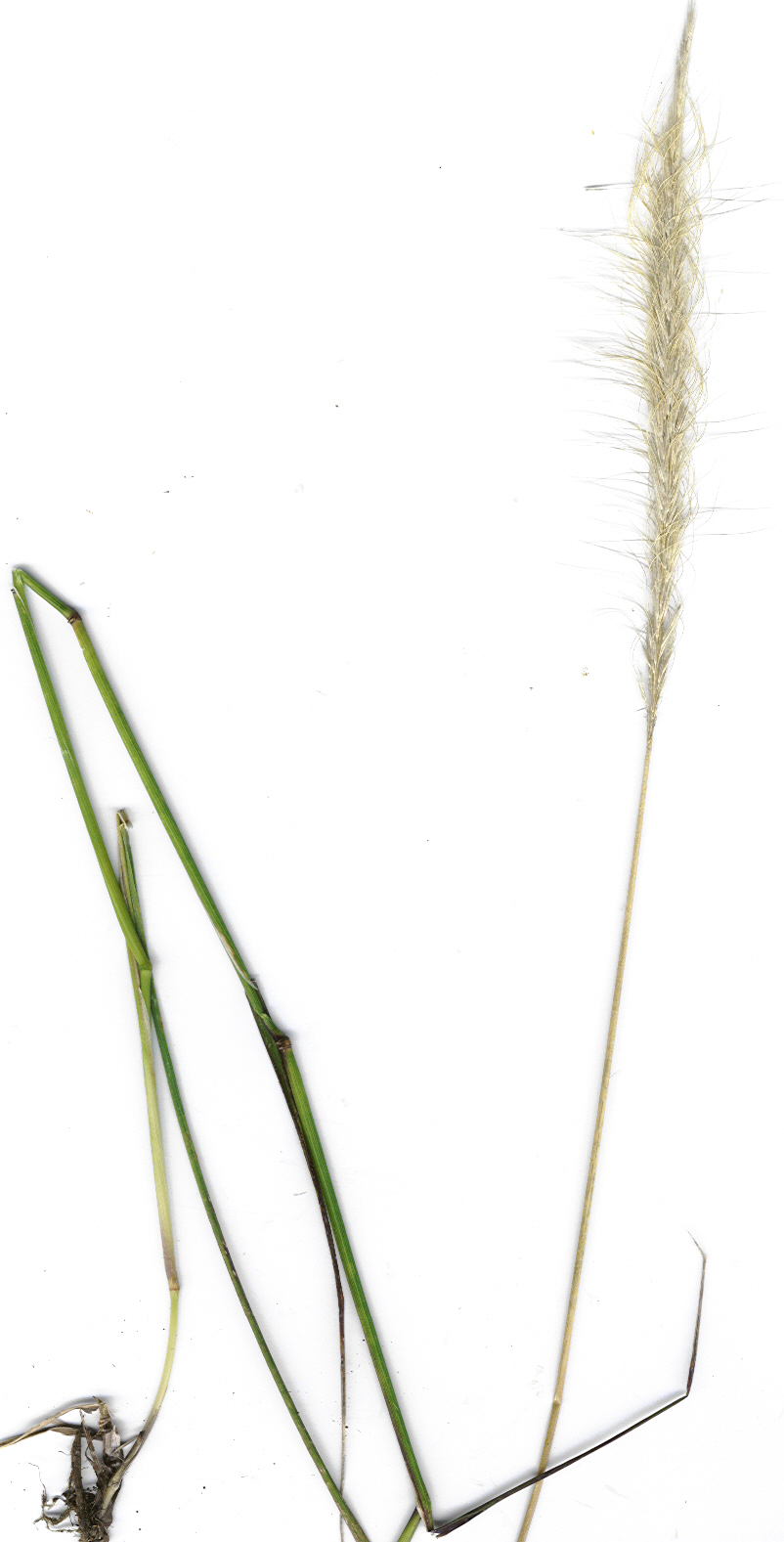
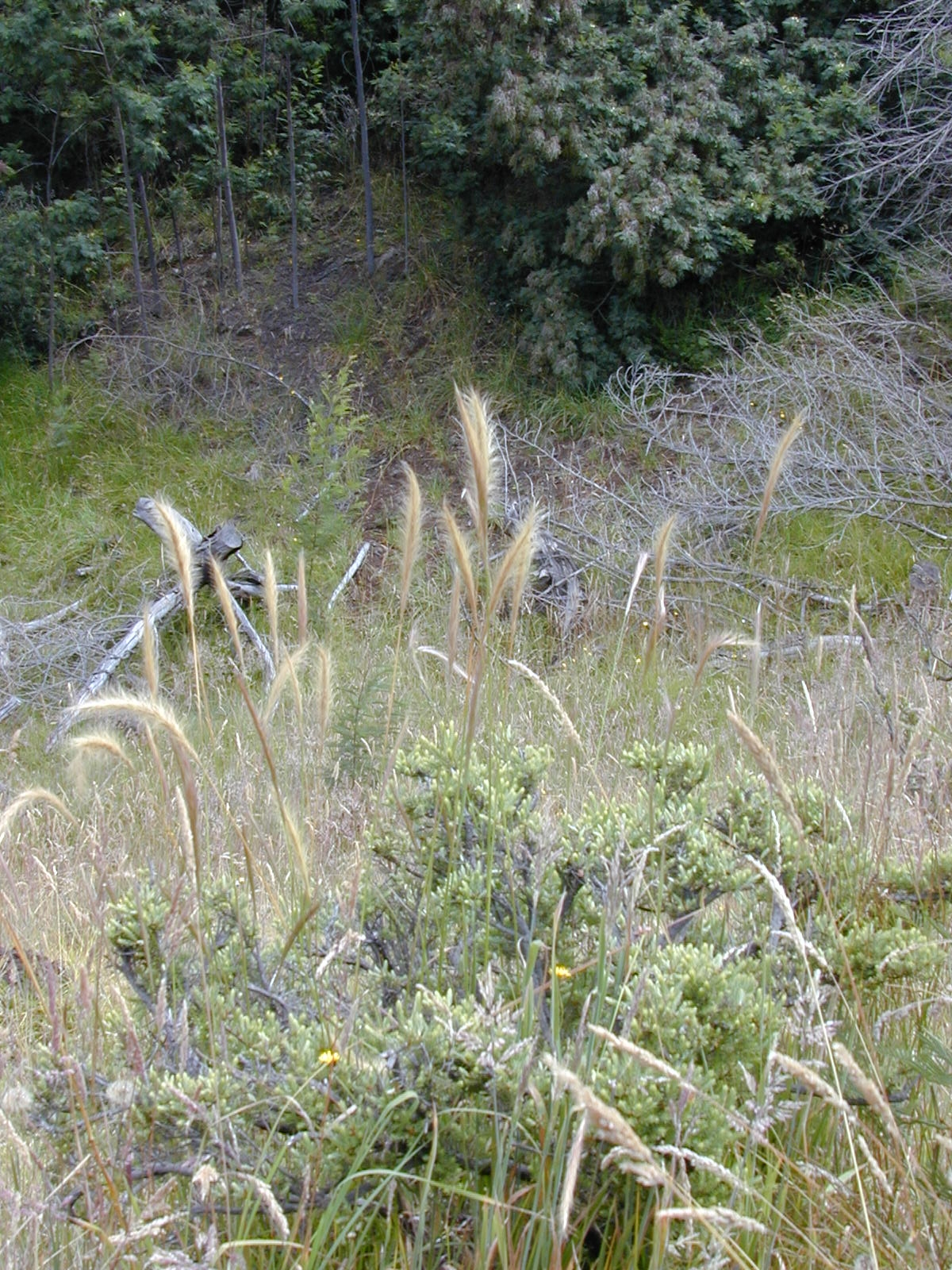
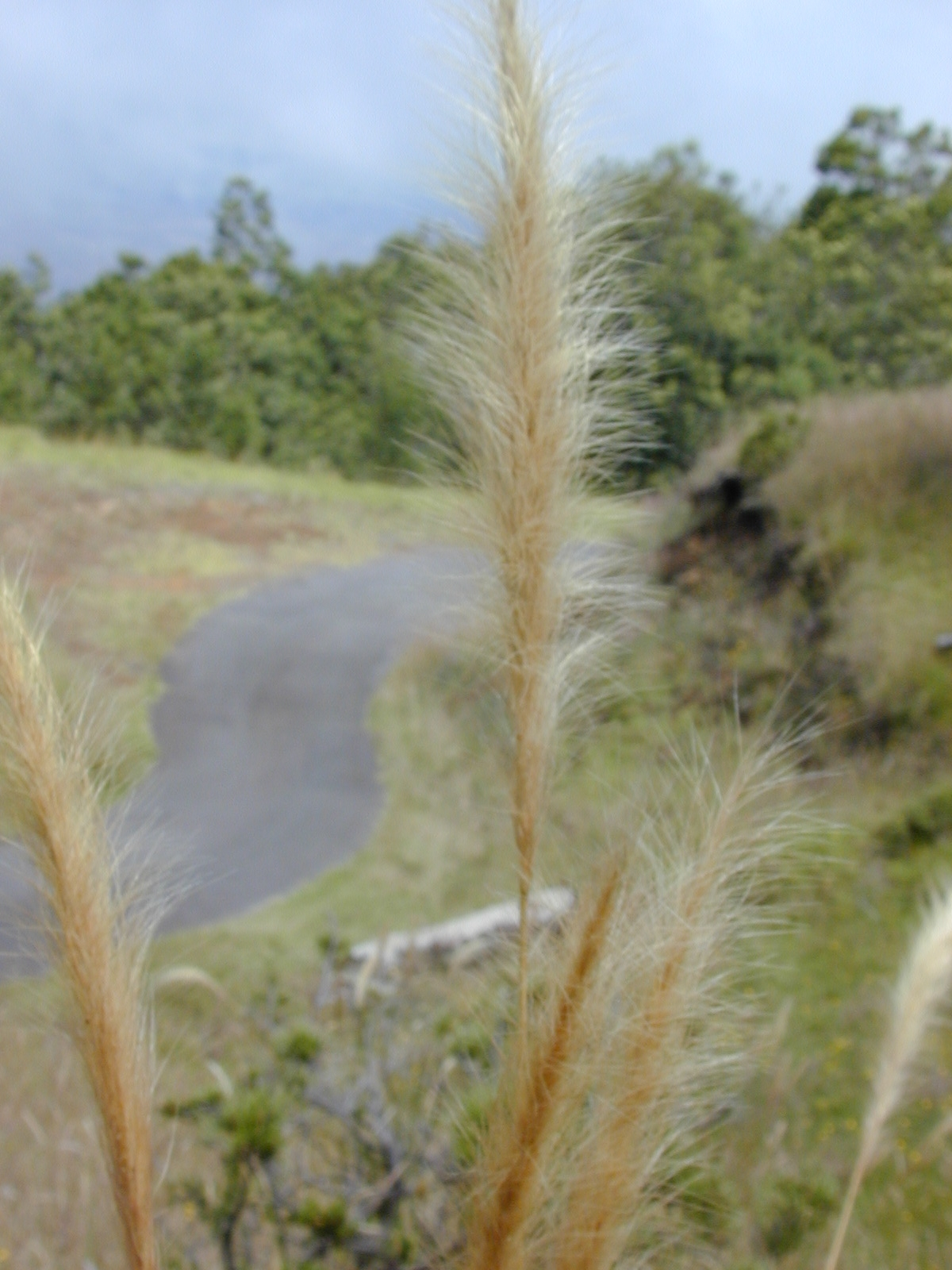
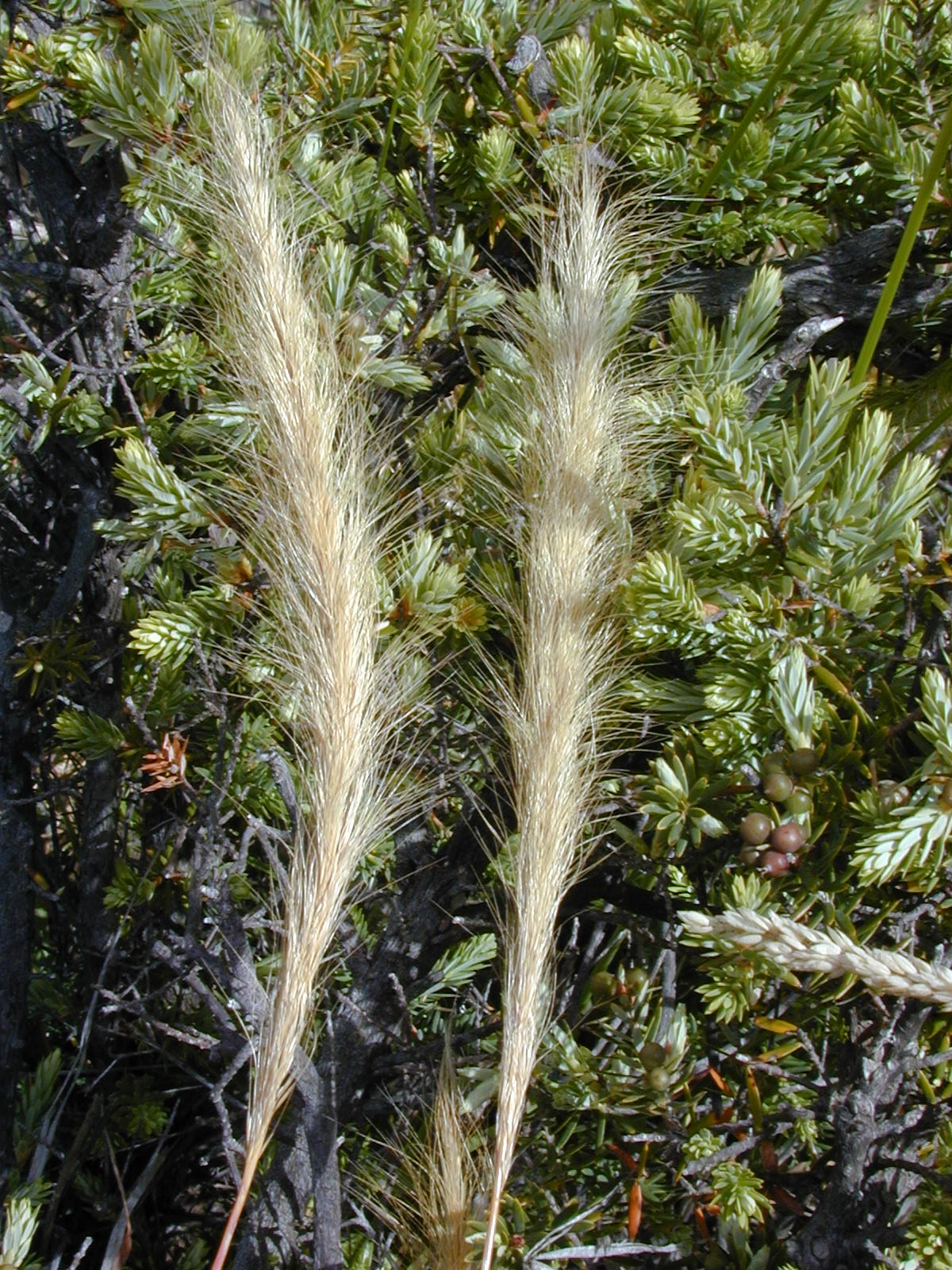